# Casa Kammerzell
La casa Kammerzell (en alsaciano: Kammerzellhüs, en francés: Maison Kammerzell, en alemán: Kammerzellhaus) se encuentra en la ciudad de Estrasburgo, Francia, al noroeste de la plaza de la catedral. Es una de las edificaciones civiles medievales más ornamentada y mejor conservada de la arquitectura gótica tardía.
La construcción de esta casa, cuyos montantes están entre los más ricamente decorados de la ciudad, se remonta al año 1427, sufriendo dos transformaciones en 1467 y en 1589 que la hace pertenecer históricamente al Renacimiento alemán. La planta baja es de piedra y los pisos superiores de entramado de madera; las esculturas en las vigas representan escenas sagradas y profanas. El interior del edificio fue decorado con frescos del pintor alsaciano Léo Schnug.
Tras pasar por las manos de muchos propietarios, el edificio fue adquirido por la Comunidad Urbana de Estrasburgo. Pertenece, como la Gran Isla de Estrasburgo, al Patrimonio de la Humanidad de la Unesco desde 1988, y está inscrita como Monumento histórico de Francia desde el año 1929.